# Bovista pila
Bovista pila là một loài nấm trong chi Bovista, họ Agaricaceae. Đây là loài nấm xứ ôn đới, phân bố rộng rãi ở Bắc Mỹ, nơi chúng mọc trên mặt đất hai bên đường, nơi đồng cỏ, thảm cỏ, và rừng mở. Có vài lần người ta ghi nhận B. pila bên ngoài Bắc Mỹ. B. pila rất giống với B. nigrescens châu Âu, hai loài này chỉ có thể được phân biệt một cách đáng tin cậy chỉ bởi các đặc điểm hiển vi.
Loài này đã được mô tả khoa học như một loài mới vào năm 1873 bởi Miles Joseph Berkeley và Moses Ashley Curtis, từ các mẫu vật thu thập được tại Wisconsin.